# 歌姫 (戯曲)
『歌姫』（うたひめ）は、サタケミキオ（宅間孝行）による戯曲。サタケ主宰の劇団「東京セレソンデラックス」によりサタケの演出で2004年に初演、2007年に再演され、宅間孝行名義で幻冬舎から2012年9月27日に刊行された戯曲集『純愛戯曲集』に収録された。
2014年に「劇団EXILE」により上演、2016年に宅間主宰の「TAKUMA FESTIVAL JAPAN（タクフェス）」によりタクフェス第4弾公演として上演された。
また、2007年にTBS系「金曜ドラマ」枠にてサタケの脚本により長瀬智也主演でテレビドラマ化されている。

## あらすじ
現代の土佐清水において、映画館オリオン座は閉館を迎えていた。戦後間もない頃、オリオン座には、住み込みの映画技師が働くようになるが、彼は戦前の記憶を失っていた。青年と出会った時には子供だった映画館の娘は、10年後には年頃になりその青年に好意をいだくようになっていた。そして、街の人はこの二人の恋が成就することを願っていた。青年が娘の好意を受け止めようと思い始めていたある日、一人の女がこの街を訪れる。

## 主要登場人物
四万十太郎
映画館オリオン座の映写技師。33歳。口癖は「グッときたぜよ。」
終戦の日に四万十川に流れ着いたところを鈴と勝男に発見され、救われる。その後、オリオン座の映写技師（住み込み）となり10年が経っている（ドラマでは、土佐清水一の暴れん坊と言われ、けんかをするときの力は強いことになっている）。以前の記憶は失っており、元は特攻隊員だったらしいことの他はわからない。
鈴のことは実の妹のように可愛がっていた。成長した鈴が自分に好意を持っていることを知り戸惑うが、やがてこれを受け入れようと決心する。
記憶を失う前の本名は及川勇一。出征前は東京帝国大学に通う学生で、許嫁であった美和子と学生結婚していた。最後には、太郎としての記憶を残したまま、勇一の記憶を取り戻すことになる。そして、妻美和子と娘を養うため東京へ去っていくが、周囲の人のことを気遣い、太郎としての記憶を保っていることは隠す。（※ジェームスにだけは真実を明かす）
岸田鈴
オリオン座岸田家の次女。19歳→20歳。姉の泉が嫁いだあとオリオン座の看板娘になっている。四万十太郎に10歳位に出会い、兄のように慕う。やがて、成長するに従って太郎に思いを募らせていく。周囲の人は鈴の恋心を知っており、やがて、二人が結ばれることを望んでいる。
太郎の記憶の欠片が戻っているのに気がつき、医師から昔の記憶が戻ると今の記憶を失う可能性があると言われたことがあるため、太郎が自分たちのことを忘れて土佐清水を出て行ってしまうことを恐れている。
なお、太郎とよく漫才をしていて、太郎に自分が猿だと言われ（たまに違うときがある）それに突っ込み「太郎と鈴でタロタロリンリンリーン♪」（タロタロは太郎のこと、リンリンは鈴の鳴る音からきている）という内容を披露している。
クロワッサンの松
山之内一家の一員で中村の狂犬の異名を取るほど恐ろしい存在であるとして、最初はシリアスなキャラとして登場する。しかし、実はとんでもない弱虫かつ泣き虫な性格であると判明する。（ドラマ版では、ボケキャラとしての色彩が強調されている）。鈴に一目ぼれをし、猛烈なアプローチを繰り返す。やがて、鈴が極道を嫌いだと知ると、山之内一家を抜けることを決意し、その結果、“ずたぼろ”になり鈴の元に戻ってくる。後に、オリオン座で働くことになる。なお、具体的には描かれていないが鈴と結婚したと推測される。
神宮寺（ジェームス）
民宿「さば塩」で働いている大学生（休学中）。失恋をきっかけにお遍路を始めた。偶然土佐清水のオリオン座に立ち寄った際に、鯖子の経営するさば塩に宿泊することを強いられる。その後、宿泊代が払えないことから「さば塩」で働くことになる。
ジェームスディーンの映画に影響を受け、スタイルを真似るようになり、このため周囲からジェームスと呼ばれるようになる。太郎のことを敬愛し、やがて、映画に興味を持つようになる。太郎と鈴が一緒になることを願っている。(ドラマ版では太郎が明かしたことにより、太郎が去ったあとも太郎の記憶を保ったままであることを知っている唯一の人物であり太郎からメリーにもし何かあった際（責任を感じ自殺等起こしそうな状態になった場合）周囲への口止めを条件にこのことを話せといわれた）
現代ではジェームス太郎という有名な脚本家となった。また映画『歌姫』の脚本を書いたのも彼である（ドラマ版では、芥川とともに、小泉旭の映画製作のため尽力することとなる）。
鯖子
民宿さば塩のパワフルな女将。そのパワフルさは男をも圧倒している（ドラマでは、よく魚肉ソーセージらしきものを口にしている）。初めて行ったフラフープを上手くこなすなど、意外な一面を持っている。若い頃は土佐清水一の美人と評判だったらしい。恋人がいたが嵐の中、漁に出たまま行方不明となっている（ドラマ版においては、現代ではさば塩は洋風の建物となり、電動車いすで通る彼女らしき老婆が登場する）。
岸田勝男
オリオン座館主。鈴、泉の父親、かつては土佐のダイナマイトと呼ばれていたと自分では言っているが定かではない（ドラマ版では、よく太郎に騙され食べ物を横取りされるコミカルなキャラとなっている）。
岸田浜子
勝男の妻で鈴、泉の母親（ドラマでは、料理が上手いとされ、食事のシーンで、玉子焼きを奪い合うコミカルなシーンが度々登場する）。太郎と鈴が夫婦になり、オリオン座を継いでくれることを願っている。
小日向泉
オリオン座岸田家の長女、東京で暮らしていたが結婚。出産のため、里帰り中。その後長女を出産した。
ゲルマン
漁師頭（りょうしがしら）を務める。太郎のライバルで102回もの決闘をしたが未だに決着がついていない。だが2人は強い絆で結ばれている（ドラマ版では、クロワッサンの松に太郎を殺害するよう命じられたが、従わなかった）。
メリー
バー「メリー」を経営している女性。東京の歌声喫茶で働いていたことがある。おっちょこちょいでゲルマンが拉致されたと勘違いしたり、恋人のロシアが逃げてしまったと思い込み自殺を図ろうとしたこともある。（ドラマ版ではこの時自殺を止めようとした太郎が転落し記憶が戻る）終盤ロシアとの間に子供を授かる。
及川美和子
太郎の実の妻。戦争で夫の勇一は死んだと思っていたが、戦後10年経ち、再会する。だが、勇一は記憶喪失になり太郎として暮らしており、周囲の人に愛されていることを知り、一旦は、太郎から手を引こうとする。なお、鯖子からは丸顔と呼ばれている。
最後に勇一としての記憶の戻った太郎と共に娘の待つ東京に帰ることになる。
相楽金蔵（舞台のみの登場）
美和子の叔父。高知市で市会議員をしている。勇一らしき青年がオリオン座にいることを美和子に伝える。
小日向晋吉
泉の夫。東京で学校の先生をしている。まったく空気の読めない性格で身内の岸田家からも鬱陶しく思われている。太郎のことは苦手にしている。泉の出産に付き添うためにオリオン座にやってくる（ドラマ版では、終盤になるにつれ良い部分も徐々に出てくる）。なお、東京に住んでいるだけあって洋食料理は得意。
ロシア
メリーの恋人。金髪・長身でロシア人の血を引く。漁師になるためにゲルマンに弟子入りする。
メリーが妊娠した際東京へ逃げたと思われていたが、実は両親へ結婚・妊娠の報告に行っただけであった。
小泉旭
オリオン座の閉館日に映画『歌姫』を見ることになる東京の青年。
実は、母ひばり（ドラマ版では、さくら）は美和子の子供であるので、彼は四万十太郎（及川勇一）の孫にあたる。名前の由来は、小林旭。
（ドラマ版では、母であり、大御所歌手である清川（本名：小泉）さくらの付き人をしていた。婚約者に逃げられ、母の引退により職を失う。さくらに、命じられて映画『歌姫』を観るためオリオン座にやってくる。『歌姫』を見て以来、人生観が変わり映画会社に勤めるようになる。最後には六本木ヒルズでルリ子との出会いを果たす。）
松中ルリ子
現代のオリオン座館主の娘であり、鈴の孫である。名前の由来は、浅丘ルリ子。
（ドラマ版では、旭と同様、物語冒頭で婚約者に逃げられる。最後には六本木ヒルズで旭との出会いを果たす。）
芥川ただし（ドラマ版のみの登場）
山之内一家の一員でクロワッサンの松の部下。歌が上手く歌手デビューも決定していた。太郎の影響で極道の世界とは縁をきり、東京に移り住み人気歌手となるため奮闘している。
現代では有名な音楽家となった。小泉旭の映画製作のため尽力することとなる。
山之内の親分（ドラマ版だけの登場人物）
山之内一家の親分として最も恐れられる存在だったが太郎と仲がよくなる。山之内一家をたたんで政界へ進出しようとしており、この際に太郎を巻き込もうとする。
彼の子孫は現代では政治家となり選挙ポスターが貼られている。

## 上演日程

### 初演（2004年）
- 2004年8月24日 - 29日、シアターVアカサカ

### 再演（2007年）
- 2007年7月11日 - 8月5日、シアターサンモール

#### キャスト（2007年再演分）
- 四万十太郎（及川勇一）/小泉旭 - 宅間孝行
- 岸田鈴/松中ルリ子 - 村川絵梨
- 岸田勝男 - 宮前利成
- 岸田浜子 - 大見遥
- 小日向泉 -　竹森りさ
- 小日向晋吉 （泉の夫）-

- クロワッサンの松（松中正俊） - 西村清孝
- 神宮司 後のジェームス/ジェームス太郎 - 吉成浩一
- 松島鯖子 - 西慶子
- ゲルマン - 飯島ぼぼぼ
- メリー -　蘭香レア
- 小泉ひばり -　阿南敦子
- ロシア -　丸山麗
- 及川美和子 -　阿南敦子

### 劇団EXILE公演（2014年）
- 2014年3月21日 - 30日、赤坂ACTシアター

#### キャスト（2014年再演分）
- 四万十太郎（及川勇一） - MATSU（EXILE）
- 岸田鈴 - 谷村美月
- クロワッサンの松（松中正俊） - KENCHI（EXILE）

### タクフェス第4弾公演（2016年）
- 2016年9月15日 - 19日、梅田芸術劇場シアター・ドラマシティ
- 2016年9月21日 - 25日、ウインクあいち
- 2016年9月30日 - 10月1日、道新ホール
- 2016年10月5日 - 16日、サンシャイン劇場
- 2016年10月22日 - 23日、キャナルシティ劇場
- 2016年10月29日、電力ホール
- 2016年11月3日、りゅーとぴあ・劇場

#### キャスト（2016年再演分）
- 四万十太郎（及川勇一） - 宅間孝行 [1]
- 岸田鈴 - 入山杏奈 [1]

## 書誌情報
- 純愛戯曲集（2012年9月27日、幻冬舎、ISBN 978-4-344-02247-8） - 「夕 -ゆう-」「くちづけ」「流れ星」を併録

## 関連商品
DVD
- 東京セレソンデラックス『歌姫』（2008年3月26日、ビクターエンタテインメント、VIBF-5218）
- タクフェス第4弾『歌姫』（2016年12月27日、ネルケプランニング）

## テレビドラマ
TBS系列の金曜ドラマ枠にて2007年10月12日から12月21日まで毎週金曜日の22:00-22:54（JST、初回は15分拡大）に放送された。全11回。
基本的に話の筋は舞台版と同じであるが、岸田家のホームドラマとしての色彩が強く打ち出されており、コメディー的要素が増強されている。なお、ドラマ独自のエピソードも挿入されている。

### キャスト（テレビドラマ）
- 四万十太郎（及川勇一）/小泉旭 - 長瀬智也（TOKIO）
- 岸田鈴/松中ルリ子（最終話のみ） - 相武紗季（幼少時：寺本純菜）
- クロワッサンの松（松中正俊） - 佐藤隆太
- 神宮寺くん（後のジェームス）/ジェームス太郎 - 大倉忠義（関ジャニ∞）
- 小日向泉 - 大河内奈々子（幼少期：疋田英美）
- ゲルマン - 飯島ぼぼぼ
- メリー - 遠山景織子
- 芥川ただし - 秋山竜次（ロバート）
- 小日向晋吉 （泉の夫）- 西村清孝
- タバコ屋のチン毛さん（大浜万次） - 比佐一成
- 愚連隊A - 越村友一
- 愚連隊B - 澤田誠志
- 松中 - 小野了
- 清川（小泉）さくら - ジュディ・オング
- ロシア - 丸山麗
- 釜谷津先生 - 田口主将
- 漁師のパンティくん - 明樂哲典
- 山之内の親分/山之内良純（選挙ポスターのみ） - 古谷一行（特別出演）
- モリリン - 岡田義徳（友情出演）（第1話）
- ミカ - 佐藤めぐみ（友情出演）（第1話）
- 及川美和子 - 小池栄子
- 松島鯖子 - 斉藤由貴
- 岸田勝男 - 高田純次
- 岸田浜子 - 風吹ジュン

### スタッフ
- 脚本：サタケミキオ
- プロデューサー：磯山晶
- 演出：坪井敏雄、金子文紀、木村政和、サタケミキオ
- 音楽：福島祐子、髙見優
- 音楽プロデューサー：志田博英
- 主題歌： TOKIO「青春」（ユニバーサルミュージック）
- 挿入歌：エリック・クラプトン 「Change The World」（ワーナーミュージック・ジャパン）
- 制作：TBSテレビ
- 製作著作：TBS

### 放送日程
| 各話                                            | 放送日   | サブタイトル                             | 演出         | 視聴率 |
| ----------------------------------------------- | -------- | ---------------------------------------- | ------------ | ------ |
| 第1話                                           | 10月12日 | 記憶を持たない昭和のスーパーヒーロー登場 | 坪井敏雄     | 9.4%   |
| 第2話                                           | 10月19日 | 熱い男の魂の唄! 甦る一片の記憶           | 坪井敏雄     | 7.5%   |
| 第3話                                           | 10月26日 | 涙ごしに現れた運命の人                   | 金子文紀     | 9.8%   |
| 第4話                                           | 11月02日 | あんな男にワシの女を渡せるか!            | 金子文紀     | 6.9%   |
| 第5話                                           | 11月09日 | 妹から好きな女に変わる時                 | 坪井敏雄     | 8.4%   |
| 第6話                                           | 11月16日 | 失くした記憶の中で愛した女?              | 木村政和     | 9.2%   |
| 第7話                                           | 11月23日 | 生れ変わって出会えた夫婦の奇跡           | サタケミキオ | 6.7%   |
| 第8話                                           | 11月30日 | 接吻                                     | 坪井敏雄     | 7.1%   |
| 第9話                                           | 12月07日 | あなたが二人いればいいのに               | 金子文紀     | 7.7%   |
| 第10話                                          | 12月14日 | 一世一代の感動的なプロポーズ             | 金子文紀     | 8.4%   |
| 第11話                                          | 12月21日 | ワシはお前を幸せにするぜよ               | 坪井敏雄     | 6.0%   |
| 平均視聴率 8.0%（ビデオリサーチ調べ・関東地区） |          |                                          |              |        |

### 関連商品（テレビドラマ）
CD
- TBS系金曜ドラマ「歌姫」オリジナル・サウンドトラック（2007年12月5日、Harbor Records、NQCL-2006）

DVD
- 歌姫（2008年3月26日、TCエンタテインメント、TCED-0252）

### その他
- 公式サイトの土佐の素にて、ドラマ内で使用される土佐弁が紹介されているが、実際には使用されていない言葉や用法がある。また、ドラマの舞台となっている土佐清水市で実際話されている方言は土佐弁とはアクセントなどがまったく異なる幡多弁である。尚愚連隊B役の澤田誠志は土佐清水出身であり、方言指導も行っている。
- 脚本のサタケミキオと大河内奈々子は夫婦共演となり、主演の長瀬智也は同枠に放送された『タイガー&ドラゴン』で共演している。
- サタケミキオ（宅間孝行）は舞台では四万十太郎を演じ、またドラマにおいてゲルマン役の飯島ぼぼぼ他数名は東京セレソンデラックスの役者から起用されている。
- 視聴率は一回も二桁を記録することなく全話一桁で平均7.9%に留まった。
- 第45回ギャラクシー賞第2回マイベストTV賞グランプリ（放送批評懇談会主催）を受賞。

| TBS 金曜ドラマ                              | TBS 金曜ドラマ                   | TBS 金曜ドラマ                         |
| 前番組                                      | 番組名                           | 次番組                                 |
| ------------------------------------------- | -------------------------------- | -------------------------------------- |
| 山田太郎ものがたり （2007.7.6 - 2007.9.14） | 歌姫 （2007.10.12 - 2007.12.21） | エジソンの母 （2008.1.11 - 2008.3.14） |